# 서울시립청소년문화교류센터
서울시립청소년문화교류센터(—市立靑少年文化交流—, Seoul Youth Center for Cultural Exchange)는 대한민국 서울특별시에서 청소년들의 문화 교류를 위해 대산문화재단이 운영하는 기관이다.